# 索克利耶尔
索克利耶尔（法語：Sauclières，法語發音：[soklijɛʁ]）是法国阿韦龙省的一个市镇，属于米约区。

## 地理
索克利耶尔（43°58'33"N, 3°22'1"E）面积38.81 平方千米，位于法国奧克西塔尼大區阿韦龙省，该省份为法国南部内陆省份，位于法國中央高原南部，北起顺时针与康塔爾省、洛泽尔省、加尔省、埃罗省、塔恩省、塔恩-加龙省和洛特省接壤。
与索克利耶尔接壤的市镇（或旧市镇、城区）包括：拉库韦尔图瓦拉德、楠村、圣让迪布吕埃勒、阿尔宗、康佩斯特尔和吕克、杜尔比。

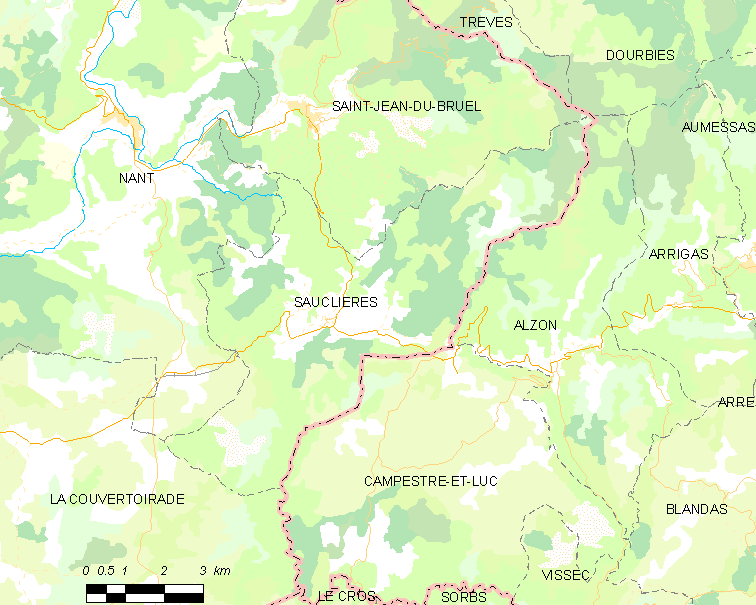
索克利耶尔的OSM定位图

索克利耶尔的时区为UTC+01:00、UTC+02:00（夏令时）。

## 行政
索克利耶尔的邮政编码为12230，INSEE市镇编码为12260。

## 政治
索克利耶尔所属的省级选区为科斯-鲁日耶县。

## 人口

1962-2008年间索克利耶尔人口变化图示

索克利耶尔于2022年1月1日时的人口数量为182人。